# 兵人
是一部1998年美國科幻動作片，由保羅·安德森執導。電影主演包括寇特·羅素、傑森·史考特·李、傑森·艾塞克、康妮·尼爾森、史恩·波特維和蓋瑞·布希。美國於1998年10月23日上映。

## 劇情
1996年，軍方開始執行「亞當計劃」，那就是從嬰兒時期就開始一路至成年參與培訓，來讓他們成為冷酷無情的菁英士兵，並在各戰役中發揮良效。2035年，新兵訓練結束，陶德成為該隊中表現最優秀的士兵；但不久，馬克姆上校前來向陶德的長官丘奇上尉提議換下老兵們，取而代之的是新基因改造士兵，論體力和戰鬥力都比原本的士兵們更加優秀。在兩名長官相互用各自的士兵比試後，陶德方敗給了凱恩，被認為死去的陶德與另外兩名士兵如同垃圾般被馬克姆用傾倒垃圾的太空船運走，被丟至亞可迪亞234垃圾行星上。
倖存的陶德遇見了行星上的友善居民們，他受到珊卓一家人細心的照料下，體力和傷勢已成功恢復，並漸漸體會到自己從未擁有的「人性」，某天陶德替珊卓的孩子奈森克服被蛇咬不能講話的陰霾時讓珊卓不能諒解，加上大多居民認定陶德依然會對他們有威脅，於是決定將他驅離。但在陶德離開居民們不久後，馬克姆上校率領自己手下的基因改造士兵們來到此行星，打算利用居民們當作軍事訓練的活靶。當天早上，珊卓與丈夫梅斯睡覺時差點被毒蛇咬，幸好奈森即時發現並將蛇打死，梅斯這才瞭解陶德的用意，同時發現到他們的過錯後獨自去找陶德，但是卻被剛好來到這星球的馬克姆的士兵發現並重傷了梅斯，梅斯死前請求陶德保護他的妻兒。為此，陶德不再被動，而是幫助居民們對抗敵軍，同時也得面對當初擊敗他的士兵凱恩。
馬克姆的基因改造士兵全部都沒實戰經驗，因此包含凱恩在內的士兵全部被陶德殲滅。馬克姆上校打算在此星球投下核彈，但是他不打算讓丘奇的部下準備好就離開，不願拋棄自己部下的丘奇正要找馬克姆上校爭論時卻被馬克姆槍殺。此時丘奇的部下看見前戰友陶德帶領包含珊卓在內的大量居民前來時立即叛變，將馬克姆與兩名副手拋下後離開，馬克姆等人最後因解除核彈失敗而被炸死，陶德則帶領大家前往未知的星球。

## 演員
- 寇特·羅素 飾 陶德3465中士（Sgt. Todd 3465）：「亞當計劃」中最優秀的士兵，時時刻刻感到「畏懼」並遵守著「紀律」。
- 傑森·史考特·李 飾 凱恩607（Caine 607）：新基因改造士兵中的菁英。
- 傑森·艾塞克 飾 馬克姆上校（Col. Mekum）：新基因改造士兵的負責人。
- 康妮·尼爾森 飾 珊卓（Sandra）：垃圾行星上的居民，負責照顧陶德。
- 史恩·波特維 飾 梅斯（Mace）：珊卓的丈夫。
- 傑瑞德·索恩 飾 奈森（Nathan）：珊卓和梅斯的兒子，因被毒蛇咬過而不會說話。
- 詹姆士·R·布萊克（英语：James R. Black） 飾 賴利（Riley）：陶德的同袍士兵。
- 麥克·切克里斯 飾 吉米·皮格（Jimmy Pig）：垃圾行星上的居民。
- 蓋瑞·布希 飾 丘奇上尉（Capt. Church）：陶德的前長官。
- 保羅·狄龍（英语：Paul Dillon） 飾 史萊德（Slade）：垃圾行星上的居民。

## 製作
該片的劇本已完成了十五年才開始投入製作。寇特·羅素在片中85%的場面都沒有台詞，全片他只說了一百零四個字。而羅素在拍攝的第一週中，弄傷了他的腳踝，使得製作日程需改期；為此電影拍攝的第一景中，羅素都是躺著、坐著或站著不動的場景。
《兵人》的劇本是由《銀翼殺手》的編劇之一的大衛·韋柏·皮普爾斯所撰寫。皮普爾斯認為，《兵人》是《銀翼殺手》的衍生或精神續作，兩部電影共存於相同的世界觀。《兵人》中的某些要素取自了菲利普·K·迪克的小說《仿生人會夢見電子羊嗎？》。此外，在《兵人》中的垃圾行星一場景中，能隱約看見《銀翼殺手》的未來車輛。
然而，本片是屬於非官方版本的周邊作品，因為它從未被擁有《銀翼殺手》所有權與其世界版權的合夥人正式承認過。

### 拍攝
主體拍攝於1998年1月20日開始，於洛杉矶進行製作。

## 迴響

### 評價
電影獲得的評價以負面居多。爛番茄根據51篇評論，持有10%的新鮮度，平均得分3.5/10。許多媒體批評該片的題材不錯但劇情無趣，被認為是一部格局不大的無腦動作片；但也有人認為電影的動作和娛樂性相當足夠。《洛杉磯時報》的凱文·湯瑪士給了電影的評價是3.5分，並稱它為「一個強而有力的漫畫風格之動作冒險」。

### 票房
《兵人》的美國票房總計僅1460萬美元，對比6000萬美元的成本來說並不成功。

## 外部連結
- 官方网站
- 互联网电影数据库（IMDb）上《Soldier》的资料（英文）
- 爛番茄上《Soldier》的資料（英文）
- Box Office Mojo上《Soldier》的資料（英文）
- 開眼電影網上《兵人 Soldier》的資料（繁體中文）
- October 2, 1997 draft of the screenplay （页面存档备份，存于）